# Brinkmannia mediterranea
Brinkmannia mediterranea är en djurart som tillhör fylumet slemmaskar, och som beskrevs av Stiasny-Wijnhoff 1926. Brinkmannia mediterranea ingår i släktet Brinkmannia och familjen Brinkmanniidae. Inga underarter finns listade i Catalogue of Life.